# Michiel Maddersteg
Michiel Maddersteg (* 1662 in Enkhuizen; † 1709 in Berlin) war ein niederländischer Künstler in brandenburgischen Diensten.

## Leben
Über sein Leben ist wenig bekannt. Wissenschaftliche Veröffentlichungen zur Biografie sind nicht bekannt. Aber da er durch zeitgenössische Autoren ins künstlerische Umfeld von Ludolf Bakhuizen gesetzt wird, ist er stets mitbehandelt worden. Die meisten Angaben bei Arnold Houbraken, u. a. er sei in Amsterdam geboren sind falsch, werden aber immer noch verwendet. Ebenso soll er in Amsterdam gestorben sein, tatsächlich starb er in Berlin. Die exakten Geburts- und Sterbedaten sind ebenfalls unbekannt. Allerdings ist belegt, dass er 1662 in Enkhuizen getauft wurde. In seiner Heiratsakte von 1699 steht, er sei 36 Jahre alt. Er hatte Maria Otter geheiratet, die zum Zeitpunkt ihres Todes 1743 einen kleinen Anteil an einem Packhaus auf Bickerseiland besaß. Möglicherweise ist diese Investition, die von Houbraken als Kaufmannschaft Madderstegs erwähnte. In der Hochzeitsakte nennt er sich „Maler des Kurfürsten“ und erhält dafür 1000 Taler jährlich. Über weitere Familienmitglieder oder Verwandte ist nichts bekannt.

## Werk
Ebenso wie sein Leben ist auch das Werk Madderstegs wenig erforscht. Er verwendet die Signatur „M.M.“ auf seinen Gemälden. Die Kunstgeschichtsforschung wundert sich über die Bewunderung durch Houbraken. Er meint, er sei der beste Schüler von Bakhuizen. Im Gegensatz dazu sehen die Kunsthistoriker gerade in den Darstellungen der Wolken deutliche Schwächen. In den Niederlanden sind keine Arbeiten bekannt und in Deutschland sind die meisten im Schloss Caputh und Schloss Oranienburg.
Neben dieser malenden Kunstausübung, beschäftigte sich Maddersteg auch mit Schiffbauprojekten. So ließ er 1704 eine 82 Fuß lange und 23 Fuß breite Jacht bauen. Der Entwurf stammte von ihm und wurde vom König aus vier Entwürfen ausgewählt. Er soll dafür den Betrag von 100.000 Thaler erhalten haben.